# John C. Calhoun
John Caldwell Calhoun (18 tháng 3 năm 1782 - 31 tháng 3 năm 1850) là một chính trị gia và nhà lý luận chính trị người Mỹ trong nửa đầu của thế kỷ 19. Sinh ra từ tiểu bang South Carolina, Calhoun bắt đầu sự nghiệp chính trị của mình là một người dân tộc chủ nghĩa, người chủ trương hiện đại hóa, và người đề xuất của một chính phủ quốc gia mạnh mẽ và các thuế bảo hộ. Sau năm 1830, quan điểm của ông phát triển và ông trở thành một người ủng hộ lớn hơn quyền của các tiểu bang, chính quyền hạn chế, vô hiệu hóa và tự do thương mại; khi ông thấy những phương tiện như là cách duy nhất để bảo tồn Liên minh. Ông được biết đến với quan điểm bảo vệ mạnh mẽ đối với chế độ nô lệ như một điều tốt tích cực, mất lòng tin của ông về chủ nghĩa đa số, và cho vai trò lãnh đạo các tiểu bang phía nam theo hướng ly khai khỏi Liên bang.
Ông đã giữ các chức vụ Phó tổng thống Hoa Kỳ, Ngoại trưởng Hoa Kỳ, Thượng nghị sĩ, Hạ nghị sĩ.
Ông có tin tưởng mạnh mẽ vào quyền hủy bỏ, cho rằng bất kỳ tiểu bang nào của Hoa Kỳ đều có quyền bác bỏ một luật liên bang nếu tiểu bang đó muốn vậy. Andrew Jackson ghét quyền hủy bỏ và không đồng ý với chủ trương của John C. Calhoun và giữa họ bắt đầu có thù oán. Calhoun là Phó tổng thống Hoa Kỳ đầu tiên trong lịch sử Hoa Kỳ từ chức khi đang đương nhiệm, khi ông từ chức vào ngày 28 tháng 12 năm 1832.

## Đăc điểm
- Ông ấy là người có đặc điểm giống hoàn toàn so với nhà soạn nhạc vĩ đại Ludwig van Beethoven.

### Nghiên cứu chuyên sâu
- Bailey, Thomas (1971). The American Pageant, A History of the Republic (ấn bản thứ 4). Lexington, Massachusetts: D.C.: Heath and Company.
- Belko, William S. "'John C. Calhoun and the Creation of the Bureau of Indian Affairs: An Essay on Political Rivalry, Ideology, and Policymaking in the Early Republic," South Carolina Historical Magazine 2004 105(3): 170–197. ISSN 0038-3082
- Brown, Guy Story (2000). Calhoun's Philosophy of Politics: A Study of A Disquisition on Government.
- Capers Gerald M., "A Reconsideration of Calhoun's Transition from Nationalism to Nullification," Journal of Southern History, 14 (Feb. 1948), 34–48. JSTOR 2197709
- Cheek, Jr. and Lee, H. (2004). Calhoun And Popular Rule: The Political Theory of the Disquisition and Discourse. Bản gốc lưu trữ ngày 10 tháng 6 năm 2012. Truy cập ngày 28 tháng 12 năm 2015.{{Chú thích sách}}:  Quản lý CS1: nhiều tên: danh sách tác giả (liên kết)
- Ford Jr., Lacy K. Origins of Southern Radicalism: The South Carolina Upcountry, 1800–1860 (1988)
- Coit, Margaret L., biên tập (1970). John C. Calhoun: Great Lives Observed. Prentice-Hall, New Jersey.
- Ford, Lacy K. Jr. (1988). "Republican Ideology in a Slave Society: The Political Economy of John C. Calhoun". Journal of Southern History. Quyển 54. tr. 405–24. JSTOR 2208996.
- Ford Jr., Lacy K. (1994). "Inventing the Concurrent Majority: Madison, Calhoun, and the Problem of Majoritarianism in American Political Thought". The Journal of Southern History. Quyển 60 số 1. tr. 19–58. JSTOR 2210719.
- Freehling, William W. (1965). "Spoilsmen and Interests in the Thought and Career of John C. Calhoun". Journal of American History. Quyển 52. tr. 25–42. JSTOR 1901122.
- Gutzman, Kevin R. C., "Paul to Jeremiah: Calhoun's Abandonment of Nationalism," The Journal of Libertarian Studies 16 (2002), 3–33.
- Jarvis, Douglas Edward. "The Southern Conservative Thought of John C. Calhoun and the Cultural Foundations of the Canadian Identity," American Review of Canadian Studies, 43 (Sept. 2013), 297–314
- Krannawitter, Thomas L. "John C. Calhoun and the New Science of Race and Politics," in Ronald J. Pestritto and Thomas G. West, eds. Challenges to the American founding: slavery, historicism, and progressivism in the nineteenth century (2004) ch 2 pp 43+
- Lerner, Ralph. "Calhoun's New Science of Politics," American Political Science Review, Vol. 57, No. 4 (Dec. 1963), pp. 918–932 JSTOR 1952609
- Merriam, Charles E. "The Political Theory of Calhoun," American Journal of Sociology, Vol. 7, No. 5 (Mar. 1902), pp. 577–594 JSTOR 2762212
- Miller, William Lee (1996). Arguing About Slavery. John Quincy Adams and the Great Battle in the United States Congress. New York: Vintage Books. ISBN 0-394-56922-9.
- Rayback Joseph G., "The Presidential Ambitions of John C. Calhoun, 1844–1848," Journal of Southern History, XIV (Aug. 1948), 331–56. JSTOR 2197879
- Varon, Elizabeth R. (2008). Disunion!: The coming of the American Civil War, 1789–1859. University of North Carolina Press.
- Wilentz, Sean (2008). The Rise of American Democracy: Jefferson to Lincoln. New York: W.W. Horton and Company.
- Wiltse, Charles. "Calhoun's Democracy," Journal of Politics, Vol. 3, No. 2 (May 1941), pp. 210–223 JSTOR 2125432
- Wood, W. Kirk, "History and Recovery of the Past: John C. Calhoun and the Origins of Nullification in South Carolina, 1819–1828," Southern Studies, 16 (Spring–Summer 2009), 46–68.